# Melanocharacidium nigrum
Melanocharacidium nigrum är en fiskart som beskrevs av Buckup, 1993. Melanocharacidium nigrum ingår i släktet Melanocharacidium och familjen Crenuchidae. Inga underarter finns listade i Catalogue of Life.